# Мацкевич, Владимир Александрович
Влади́мир Алекса́ндрович Мацке́вич (бел. Уладзімір Аляксандравіч Мацкевіч; род. 1 марта 1947, г.п. Марьина Горка, Минская область) — белорусский военный и государственный деятель, председатель КГБ (1995—2000), посол Белоруссии в Югославии/Сербии (2001—2008).

## Биография
Родился в белорусской семье. В 1970 году окончил Белорусский технологический институт им. С. М. Кирова по специальности «химическая технология переработки нефти и газа», работал инженером-технологом на Мозырском НПЗ, старшим инженером технического отдела, старшим инженером-технологом установки ЛК-6У, начальником установки гидроочистки дизельного топлива.
В 1973—1976 годы — 2-й, затем 1-й секретарь Мозырского горкома ЛКСМБ, 2-й секретарь Гомельского ОК ЛКСМБ.
С 1976 года работал в органах КГБ в Гомельской, Витебской, затем Минской областях; в 1978 году окончил Краснознамённый институт КГБ при СМ СССР. С 26 октября 1994 года по 1995 год возглавлял УКГБ по Брестской области. Председатель КГБ в 1995—2000 годах.
С 13 июля 2001 года — Чрезвычайный и Полномочный Посол Республики Беларусь в Союзной Республике Югославия.
С 4 июля 2002 года — Чрезвычайный и Полномочный Посол Республики Беларусь в Боснии и Герцеговине по совместительству.
Занимал должность посла до 3 января 2008 года.
С 2008 года работает в Москве.
В 2015 вернулся из России в Беларусь, работает в «Газпромнефти».

## Награды
15 медалей и именное оружие. В 1997 году награждён Почётной грамотой Совета Министров Республики Беларусь.